# نانجینگ آیرون
نانجینگ آیرون (انگلیسی: Nanjing Iron) شرکت دولتی فولاد چینی است، که در سال ۱۹۵۸ تأسیس شد و هم‌اکنون از شرکت‌های زیرمجموعه گروه فوسان می‌باشد.